# Testamento (ordinamento italiano)

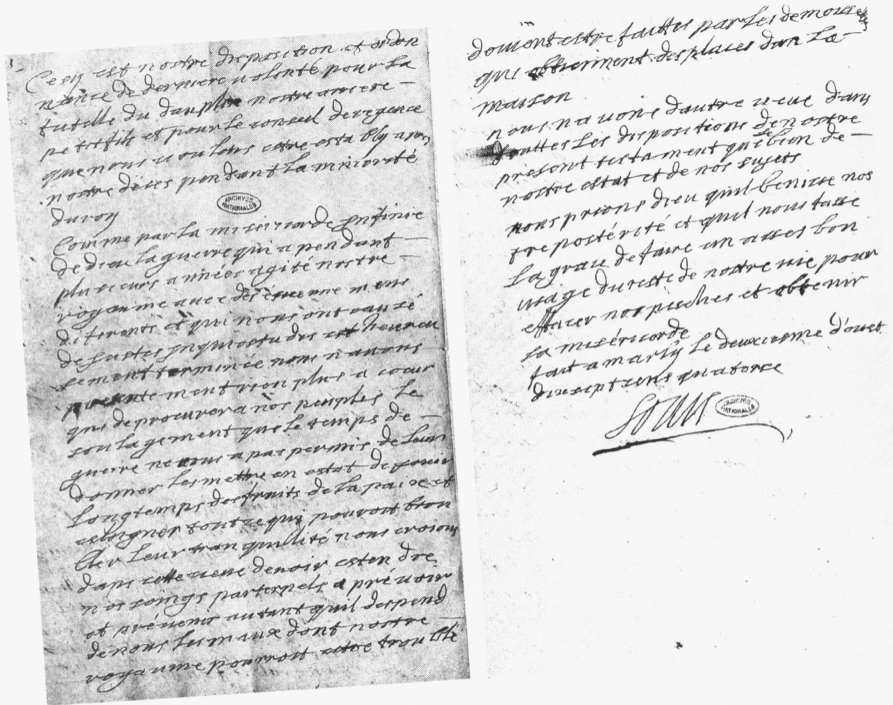
Testamento di Luigi XIV

Il testamento nell'ordinamento civile italiano è l'atto revocabile con cui un soggetto (detto testatore) dispone delle sue sostanze o di parte di esse, ovvero detta disposizione di carattere non patrimoniale (ad esempio il riconoscimento di un figlio) per il tempo in cui avrà cessato di vivere. Esso è un atto strettamente personale e non può in alcun caso compiersi a mezzo di rappresentante.
Esso appartiene alla categoria del negozio giuridico, nella quale si caratterizza per essere un atto unilaterale a causa di morte.
Caratteristiche del testamento sono:
- Revocabilità: è sempre possibile per il testatore eliminare o modificare l'atto;
- Unilateralità: esso produce i suoi effetti (delazione) a prescindere dall'accettazione del chiamato all'eredità;
- Tipicità: non esistono altri atti con il quale è possibile disporre delle proprie sostanze per il tempo in cui si sarà cessato di vivere;
- Personalità: da cui consegue la nullità di ogni atto col quale si attribuisce all'arbitrio di un terzo la scelta dell'erede o del legatario o la determinazione delle quote a essi spettanti. Il terzo al più potrà essere chiamato a scegliere il legatario tra più individui o enti indicati espressamente dal testatore;
- Formalismo: la legge prevede espressamente i modi in cui il testatore può redigere il testamento. È in ogni caso sempre necessario redigere il testamento in forma scritta. Da tale principio discende l'invalidità del testamento nuncupativo o testamento orale in uso presso gli antichi romani.

## Forme del testamento

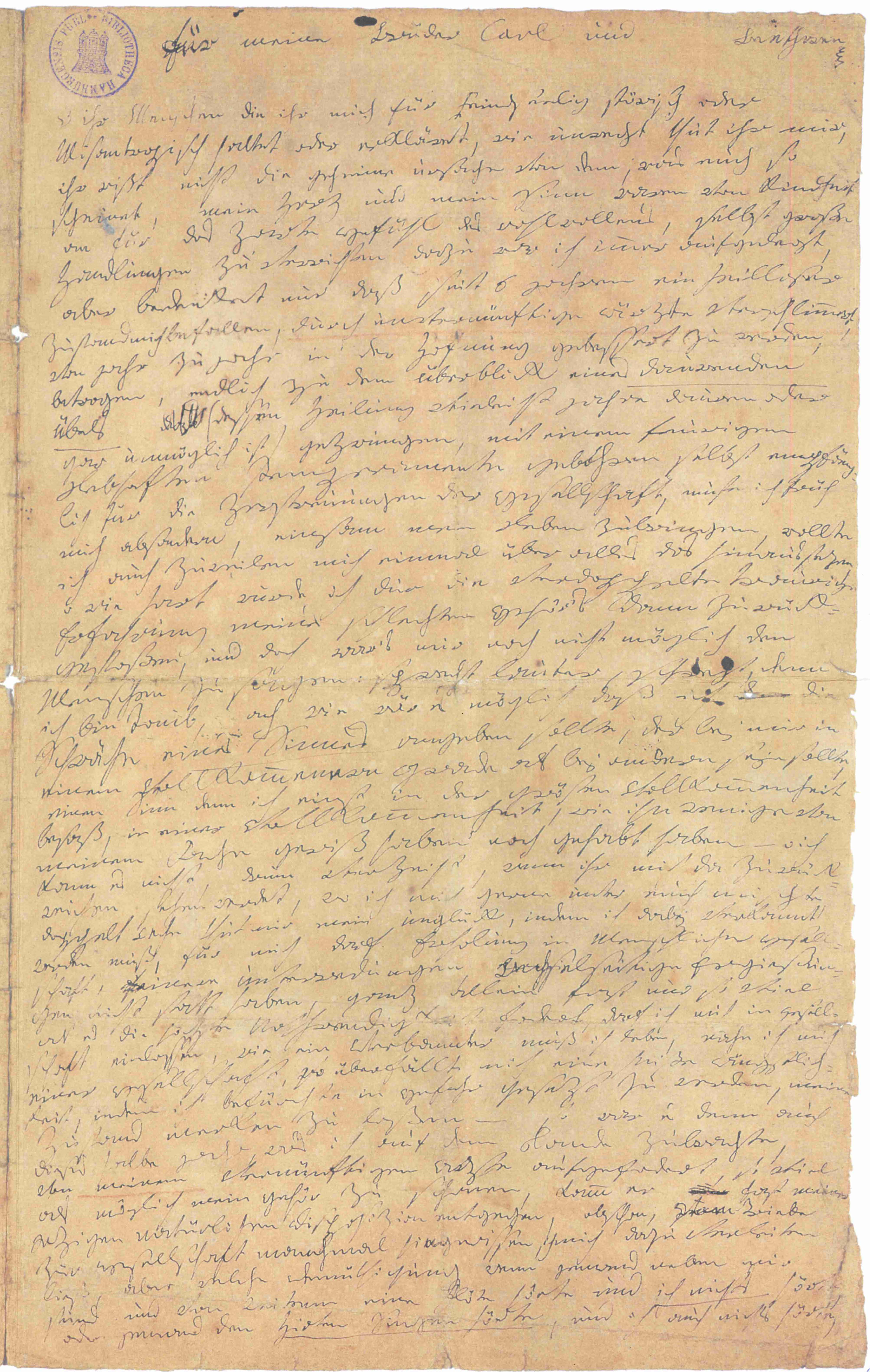
Testamento di Beethoven

Il codice civile italiano accoglie il principio del formalismo testamentario, in virtù del quale il nostro legislatore richiede per la validità del testamento una delle forme tipiche espressamente previste dal codice civile agli articoli 601 e seguenti.
Occorre distinguere quanto alla forma tra i testamenti ordinari e i testamenti speciali.
- Sono testamenti ordinari:
  - il testamento olografo: atto scritto, datato e sottoscritto dal testatore;
  - il testamento pubblico: atto ricevuto dal notaio in presenza di due testimoni e sottoscritto dal testatore;
  - il testamento segreto: atto redatto dal testatore e consegnato dallo stesso testatore a un notaio in presenza di due testimoni secondo le modalità previste dal codice civile agli articoli 604 e 605.
- Sono testamenti speciali:
  - il testamento in occasione di malattie contagiose o calamità pubbliche (artt. 609-610 c.c.);
  - il testamento in navigazione marittima o aerea (artt. 611-616 c.c.);
  - il testamento dei militari o assimilati (artt. 617-618 c.c.).

## Volontà testamentaria
Il negozio testamentario si basa su quattro principi fondamentali: 
1. il principio di certezza, dovendo identificarsi in modo evidente la persona a favore della quale è dettata la disposizione testamentaria;
2. il principio di personalità, secondo cui alla volontà del testatore non può essere sostituita in alcun modo quella di un altro soggetto;
3. il principio del formalismo: l'ordinamento richiede che la volontà testamentaria si manifesti attraverso tipiche forme, espressamente e tassativamente previste;
4. il principio di revocabilità, con cui il legislatore ha voluto assicurare la piena libertà nel regolare post mortem i propri interessi, consentendo al testatore di revocare fino all'ultimo momento di vita le disposizioni testamentarie.

Analizzando il primo principio, viene in evidenza la norma contenuta nell'art. 658 del Codice civile, che è applicazione del principio generale di cui al successivo art. 1346. La disposizione può essere incerta per due ragioni: o problemi interpretativi, oppure perché l'istituito non può essere individuato né alla data della morte del testatore né successivamente.

### Disposizioni a favore dell'anima e a favore dei poveri
Possono considerarsi applicazione del principio di certezza le disposizioni a favore dell'anima e quelle a favore dei poveri. In queste figure infatti, il legislatore stesso, al fine di raggiungere la certezza del negozio testamentario, integra la volontà del testatore nell'individuazione dei soggetti beneficiati. Quanto alle disposizioni a favore dell'anima, esse (a norma dell'art. 629 c.c.) sono valide qualora risultino determinati i beni o possa essere determinata la somma da impiegarsi a tal fine.
In diritto ecclesiastico, il concetto di disposizione per l'anima comprende qualsiasi disposizione che miri alla salvezza dell'anima stessa, senza che abbia alcuna rilevanza il mezzo tecnico di cui il testatore si serva per raggiungere lo scopo. Rientrano pertanto in quest'ampio significato anche le fondazioni di culto.
Invece, il concetto civilistico espresso dall'art. 629 c.c. è più ristretto, comprendendo le disposizioni a favore dei poveri, ma non comprendendo le fondazioni di culto, che presuppongono la creazione di una persona giuridica, mentre le disposizioni a favore dell'anima ne prescindono del tutto (essendo considerate come disposizioni modali (oneri). Quindi, la disposizione a favore dell'anima può definirsi quella disposizione testamentaria che, senza creare una persona giuridica, impone il compimento di suffragi consistenti in atti di culto. Quanto alla natura giuridica, la dottrina prevalente ritiene trattarsi di un autentico onere: infatti, queste disposizioni non danno luogo a nessun diretto vantaggio per i terzi (caratteristica del legato), in quanto il testatore intende solo appagare una propria esigenza spirituale. Essendo poi il modus una disposizione autonoma mortis causa, e non un elemento accidentale del testamento, in mancanza di eredi testamentari o legatari, esso graverà sugli eredi legittimi. L'adempimento delle disposizioni a favore dell'anima potrà essere richiesto da qualunque interessato, poiché l'art. 629 c.c. citato rinvia espressamente alla disciplina dell'onere. Il testatore può tuttavia designare una persona che ne curi l'esecuzione. La dottrina ritiene che questo curatore sia un esecutore testamentario, con funzione limitata all'adempimento della disposizione a favore dell'anima.

## Elementi accidentali nel testamento
Il testatore può manifestare, accanto alla volontà diretta solo agli effetti tipici del testamento, una volontà alla quale ineriscano elementi che hanno la funzione di incidere in vario modo sugli effetti del negozio testamentario: condizione, termine, onere.

### Condizione

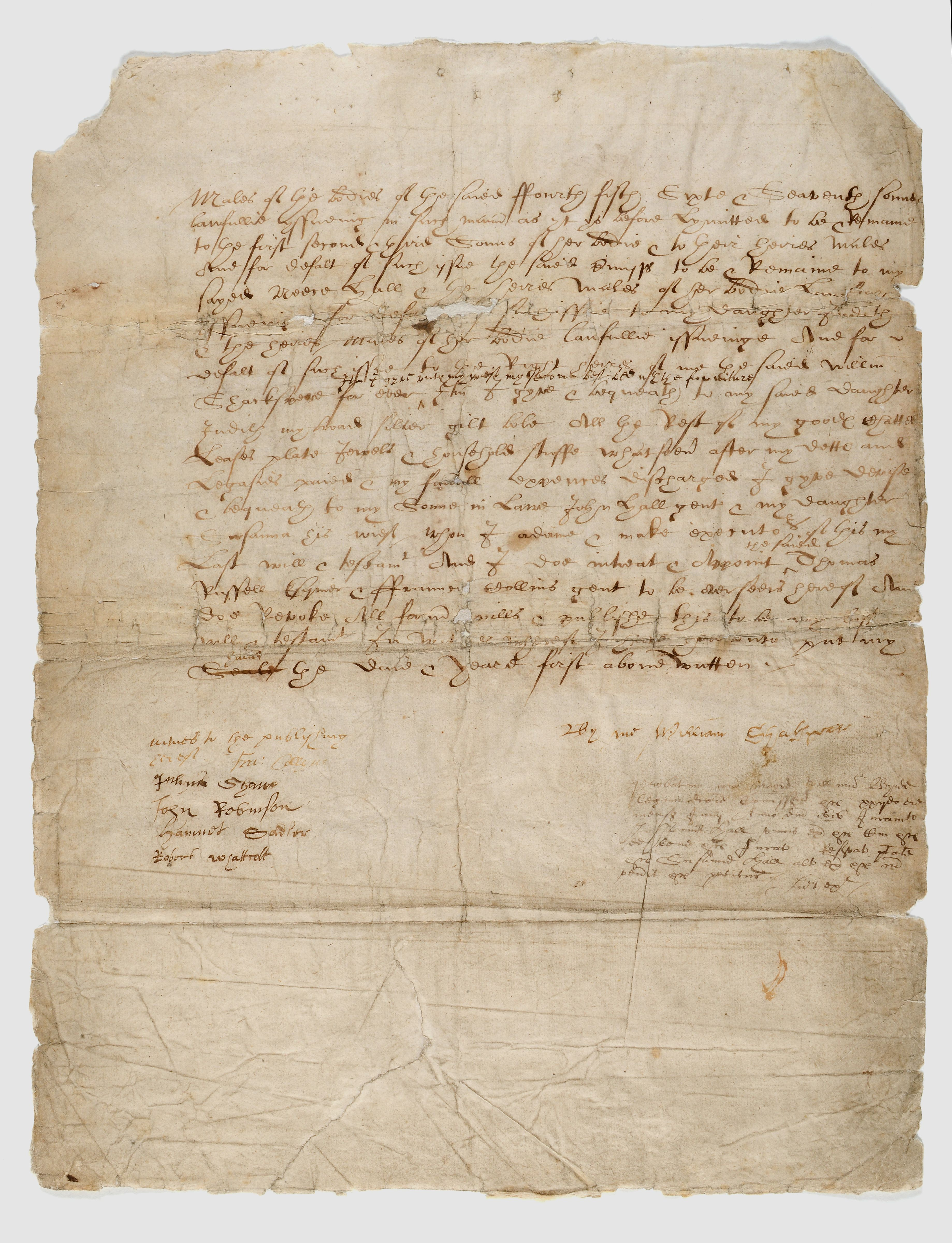
Testamento di Shakespeare

Le disposizioni a titolo universale o particolare possono farsi sotto condizione sospensiva o risolutiva (art. 633 c.c.).
Il Codice ha così eliminato ogni questione circa l'apponibilità di una condizione risolutiva all'istituzione di erede. Si era infatti sostenuto che l'apponibilità di una tale condizione contrastava col principio semel heres, semper heres e col divieto di sostituzione fedecommissaria. Ma in contrario si è osservato che il principio semel heres, semper heres non viene meno con l'apposizione di una condizione risolutiva, poiché quest'ultima non opera retroattivamente eliminando la disposizione stessa.
Quanto poi al divieto di sostituzione fedecommissaria, si nota che in quest'ultima ricorrono due istituzioni, laddove nella istituzione sotto condizione risolutiva si ha un'unica istituzione di erede.
La giurisprudenza di merito talvolta ha affermato che l'evento dedotto in condizione debba essere futuro rispetto al momento dell'apertura della successione. Ma la dottrina e la giurisprudenza della Corte di cassazione ritengono applicabile il principio generale per cui la posteriorità deve essere valutata con riferimento al momento della conclusione del negozio stesso. Pertanto, è valida la disposizione con cui il testatore istituisce erede taluno "a condizione che lo assista fino alla morte".
Occorre poi osservare come la condizione impossibile o illecita si consideri non apposta (art. 634 Codice civile). La differenza di disciplina con il contratto si spiega con l'intento del legislatore di attribuire efficacia quanto più è possibile alla volontà del testatore, perché mentre il negozio inter vivos può essere rifatto, non può ovviamente esserlo il testamento.
Tuttavia, la disposizione testamentaria è nulla qualora il motivo sviluppato nella condizione illecita abbia avuto da solo efficacia determinante sulla volontà del testatore.
Lo stesso è a dirsi se la condizione è impossibile.
Al fine di accertare se una condizione sia o meno illecita, in alcuni casi basta riferirsi solo al fatto dedotto in condizione (ad esempio, condizione di commettere un reato, condizione che l'istituito divorzi dal coniuge), mentre in altri casi è necessario fare riferimento anche alle intenzioni del testatore. Così, ad esempio, nel caso di condizione di non contrarre matrimonio con una determinata persona, occorre accertare se il testatore abbia voluto coartare la volontà dell'istituito o non abbia piuttosto considerato che egli, sposando quella persona, non avrà più bisogno dei beni ereditari. Così pure, nella condizione di diventare sacerdote, occorre vedere se si è voluto coartare la volontà dell'istituito o assecondarne la vocazione religiosa.
Rientra in quest'ultimo tipo di condizioni, la cd. clausola si sine liberis decesserit, che in linea di massima è valida, a meno che non sia impiegata per eludere il divieto del fedecommesso.

### Termine
Norma di riferimento è l'art. 637 del Codice civile, che vieta l'apposizione di termini all'istituzione di erede. La norma ha la sua fonte nel noto principio semel heres, semper heres.
La dottrina trova la ratio della norma nell'esigenza di impedire facili violazioni del divieto di sostituzione fedecommissaria. Ove, infatti, fosse consentito nominare taluno erede "a partire da...", ovvero "fino a..." (= fino alla data stabilita), si avrebbe una successione di eredi nella medesima quota ereditaria.
In omaggio al principio del favor testamenti, il legislatore non ha sancito la nullità dell'istituzione ereditaria, ma solo la nullità del termine apposto.
È invece ammesso il legato sottoposto a termine. La dottrina giustifica questa figura, considerando che - nel caso di legato a termine - la titolarità del bene passa ad altro soggetto ma o si estingue (es. legato di usufrutto) o ricade nella sfera giuridica dell'erede (es. legato di proprietà), al momento della scadenza del termine stesso.

### Onere
L'onere è un peso che il gratificato di una liberalità subisce per volontà del testatore, e può consistere sia nell'erogazione di una parte del vantaggio patrimoniale per un certo scopo, sia nel compiere un'azione o un'omissione in favore del disponente o di un terzo.
La dottrina tradizionale considera l'onere come elemento accidentale e accessorio del negozio giuridico, accanto alla condizione e al termine, trattandosi di un motivo che è penetrato nella struttura negoziale acquistando così rilievo giuridico.
L'essenza dell'onere sta nel fatto che con esso il disponente vuole attuare un peso che si aggiunge alla struttura dell'atto di liberalità modificandola profondamente. La conferma del carattere accessorio viene dalla dottrina ritrovata sul piano normativo nella disciplina dell'onere impossibile e/o illecito, il quale si ha per non apposto, per cui cadrebbe dell'unico negozio la parte accessoria e non anche quella principale.
La dottrina più moderna (Michele Giorgianni) ha invece negato il carattere accessorio dell'onere, affermando che esso è una disposizione autonoma mortis causa che si pone accanto all'istituzione di erede e di legato. Questa natura giuridica discenderebbe dalla disciplina positiva, che prevede un'ampia ambulatorietà dell'onere, in quanto esso trasmigra anche a carico di coloro che non sono obbligati per testamento: coeredi e legatari, a favore dei quali si verifica l'accrescimento, ecc.

## Revoca delle disposizioni testamentarie
In linea generale, si può affermare che il potere di revoca rappresenta l'esplicazione di quella stessa autonomia privata che ha dato vita al negozio testamentario.
Il suo scopo è quello di permettere l'eliminazione del regolamento di interessi precedentemente disposto, quando sopravvenga un mutato apprezzamento della sua convenienza.
Si può quindi definire la revoca come la ritrattazione di un atto giuridico compiuta dall'autore dell'atto stesso, con l'effetto di impedire il sorgere di una nuova situazione giuridica o di ripristinare quella preesistente.
Com'è noto, il legislatore definisce il testamento come atto revocabile (art. 587 c.c.). La ratio della revoca è evidente: poiché si può disporre per dopo la morte e la volontà non deve avere effetti prima di tale momento, non vi è motivo di impedire che la volontà già manifestata possa essere mutata.
Il principio di revocabilità è di ordine pubblico, poiché il legislatore ha vietato ogni rinunzia alla facoltà di revoca e ha sancito inoltre la nullità di ogni convenzione con cui taluno dispone della propria successione (art. 458 cod. civ.) impegnandosi a non revocare quanto convenuto.
Inoltre il testamento è un atto di ordine pubblico, e come tale un negozio giuridico personalissimo. Non è consentita peraltro la revoca del testamento al di fuori dei casi e delle forme tassativamente previste. In linea di principio, la revoca del testamento può avere come oggetto tutto ciò che in esso può essere contenuto, sia disposizioni patrimoniali sia non patrimoniali. Per queste ultime, peraltro, sussistono varie eccezioni, una delle quali è testuale e riguarda il riconoscimento di figlio nato fuori dal matrimonio (art. 256 c.c.).
Quanto alla natura giuridica, la revoca è atto giuridico unilaterale e pertanto deve ritenersi inammissibile il contratto di revoca, per la stessa ragione che sta alla base del divieto dei patti successori.
La revoca è un atto patrimoniale ancorché con efficacia negativa, in quanto essa in sostanza impedisce il verificarsi degli effetti delle disposizioni testamentarie attributive.
La revoca è poi un atto accessorio, poiché è subordinata all'esistenza dell'atto principale costituito dal testamento.
La revoca è a sua volta revocabile (art. 681 c.c.).
Essendo un atto personalissimo, non è consentita né la rappresentanza né l'ambasceria.
La dottrina distingue tre casi di revoca testamentaria:
- revoca espressa
- revoca tacita
- revoca legale per sopravvenienza di figli.

La revoca espressa è un negozio formale con cui un soggetto manifesta l'intenzione di eliminare in tutto o in parte la disposizione testamentaria. Può attuarsi in due forme, mediante nuovo testamento (che può anche limitarsi a contenere la sola dichiarazione di revoca) o mediante un atto ricevuto dal notaio in presenza di due testimoni.
La revoca tacita tradizionalmente comprende quattro figure:
1. testamento posteriore
2. distruzione del testamento olografo
3. ritiro del testamento segreto
4. alienazione o trasformazione delle cose legate.

La dottrina prevalente ritiene che il ritiro sia in realtà un atto giuridico in senso stretto, perché non è necessaria né è sufficiente la volontà di revocare, atteso che gli effetti revocatori dipendono dalla legge.
Le altre ipotesi rientrano nella categoria dei negozi presunti, che si hanno quando il legislatore presume l'esistenza di una volontà e quindi di un negozio ma ammette la prova contraria.

## La sostituzione testamentaria
Il testatore può sostituire all'erede istituito altra persona, per il caso che il primo non possa o non voglia accettare l'eredità.
Tale sostituzione può essere distinta in:
- plurima: se il testatore designa più sostituti all'istituito
- reciproca: se la sostituzione opera a favore dei coeredi (Tizio lega il bene X al coerede Caio, designando in sostituzione un altro coerede)
- parziale: se il chiamato in sostituzione gode di un diritto minore rispetto all'istituito. (Tizio lega a Caio 1000 €, designando come sostituto Mevio, il quale, chiamato in sostituzione, riceverà soltanto 500 €).

## Invalidità del testamento
Le cause che possono portare ad avere un testamento invalido sono:
- mancanza della forma o difetto di forma: per esempio (testamento olografo scritto a macchina per scrivere);
- per incapacità di agire o di intendere e volere;
- quando è in contrasto con le disposizioni di quota legittima, in questo caso i legittimari danneggiati possono invocare l'istituto dell'azione di riduzione;
- per revocazione del testamento.

## Testi normativi
- Codice Civile